# Jon Sæland
Jon Sæland, född 26 september 1876 i Time, död 8 april 1963, var en norsk lantbrukslärare. Han var bror till Sem Sæland.
Sæland var lantbrukslärare på Modum och på Ås 1900–08, föreståndare för lantbruksskolan i Lille-Elvedalen 1908 och statskonsulent i får- och getavel från 1917. Han åtnjöt stort anseende som lantbruksvetenskaplig författare och utgav Nordre Gudbrandsdalen (1910), Hallingdal og Numedal (1911), Vort beste kjøtdyr paa fjeldet er sauen (1916; belönad med kungens medalj), Lærebok i sauealing (på nynorska, 1918), Ættebok for sau (1920) och Sauedrifter til fjells (1921). Han blev 1918 ordförande i Heiekommittén (med uppgift att undersöka möjligheterna till förbättring av betena på fjällhedarna).